# ランニングコスト
ランニングコストとは、経営学用語の一つで、企業などにおいて設備や建物を維持するために必要となるコストのことを言う。これは建物や設備ができあがり、稼動されるようになってから廃止をされるようになるまでの期間にかかるコストのことである。ランニングコストに計上されるのは、光熱費や保守点検サービス費や消耗品費など定期的に必要となるコストのことである。維持費用ともいう。
一方、初回においてコストをかけ、その後も長期的に利用することができる事柄に対するコストというのはイニシャルコスト（初期費用）ということになる。